# Air Malawi
Air Malawi var ett statligt flygbolag i Malawi. Air Malawis flygbolagskoder är IATA: QM, ICAO: AML.

## Flotta
Air Malawi har flugit bl.a.:
- ATR 42
- BAC 1-11
- Boeing 737-200, -300, -500
- Boeing 747-SP
- DHC-2 Beaver
- Dornier 228
- Douglas DC-3
- Hawker Siddeley HS.748
- Let L-410
- Short Skyvan
- Vickers Viscount
- Vickers VC10